# Pál Szekeres
Pál Szekeres (* 22. září 1964, Budapešť) je maďarský pravicový politik, poslanec Evropského parlamentu, sportovní funkcionář, bronzový olympionik a zlatý paralympionik v šermu. Je první člověkem na světe, který získal medaili na olympijských i paralympijských hrách.

## Biografie
Šermu se začal věnovat roku 1976 v budapešťském sportovním klubu Újpesti TE. V roce 1983 odmaturoval na Dózsa György Gimnázium v Budapešti. O rok později byl vybrán do národní kvalifikace v šermu. V roce 1987 získal na mistrovství světa bronzovou medaili. Na LOH 1988 v jihokorejském Soulu získal zlatou medaili v týmovém šermu mužů. Poté přestoupil do sportovního klubu BVSC-Zugló. V roce 1991 utrpěl v Bavorsku vážnou autonehodu, po které byl upoután na invalidní vozík. Sportovní kariéru však neukončil, ale stal se šermířem sdružení Ballestra, které zaměstnává handicapované sportovce. V letech 1991 až 2003 se čtyřikrát stal mistrem Evropy a v roce 1994 mistrem světa. Získal zlaté medaile v šermu na paralympiádě v Barceloně v roce 1992 a v šermu na paralympiádě v Atlantě roku 1996, což z něj udělalo prvního sportovce na světě, který vyhrál medaile na olympijských i paralympijských hrách. Na paraolympijských hrách 2000 a 2008 se stal bronzovým medailistou v šermu fleretem a v roce 2004 v šermu šavlí. V roce 1997 získal titul na Vysoké škole zahraničního obchodu (dnes Budapesti Gazdasági Egyetem).

### Politická kariéra
V roce 1992 byl jmenován viceprezidentem Sportovního svazu maďarských zdravotně postižených, ze kterého odešel v roce 1999, kdy se stal náměstkem státního tajemníka pro zdravotně postižené sportovce na Ministerstvu sportu. Kromě toho byl v roce 1996 zvolen členem představenstva International Wheelchair Fencing Association a v letech 1996 až 1998 byl marketingovým manažerem společnosti zabývající se zdravotnickými pomůckami. V parlamentních volbách 1998 kandidoval na poslance Zemského sněmu za Maďarské demokratické fórum (MDF). V roce 2001 byl zvolen členem výkonného výboru Evropského paralympijského výboru. V roce 2004 po zrušení ministerstva přešel pod Národní sportovní úřad. V roce 2005 byl zvolen prezidentem Maďarského sportovního svazu zdravotně postižených. Na podzim roku 2008 byl jmenován reprezentačním kapitánem šermířů. Dne 7. června 2010 byl jmenován náměstkem státního tajemníka na Ministerstvu národních zdrojů.
Od září 2013 je členem představenstva International Wheelchair Fencing Association (IWAS), od listopadu 2013 pak viceprezidentem, od listopadu 2016 prezidentem.
V roce 2024 kandidoval na 6. místě kandidátní listiny pravicové koalice Fidesz–KDNP ve volbách do Evropského parlamentu.

## Soukromý život
Je ženatý, jeho manželkou je bývalá šermířka Anikó Janicsek, se kterou má tři děti: Pál (* 1999), Laura (* 2002) és Dániel (* 2002).

## Ocenění
- Maďarský záslužný kříž (1994 a 1996)[2]
- Prima díj (2013)
- Halassy Olivér-díj (2017)[7]
- Čestné občanství budapešťského XIV. obvodu Zugló (2018)[8]
- Gránit Oroszlán Példakép Díj (2019)[9]